# Nárai
Nárai község Vas vármegyében, a Szombathelyi járásban.

## Fekvése
Szombathelytől mintegy 7 kilométerre délnyugatra fekszik a Vasi-dombságban, a Bolygó-patak mellett.
A szomszédos települések: észak felől Torony és Sé, északkelet és kelet felől Szombathely, dél felől Ják, délnyugat felől Pornóapáti, nyugat felől Horvátlövő és Vaskeresztes, északnyugat felől pedig Felsőcsatár és Dozmat.

### Megközelítése
A településen, annak főutcájaként végighúzódik északkelet-délnyugati irányban a Szombathely újperinti városrészétől Pornóapátiig vezető 8713-as út, ez a legfontosabb közúti elérési útvonala. Déli szomszédjával, Jákkal a 8715-ös út köti össze.
Vasútvonal nem érinti, a legközelebbi vasúti csatlakozási lehetőséget az öt vasútvonal által is érintett Szombathely vasútállomás kínálja, mintegy 9 kilométerre.

## Nevének eredete
Neve talán a szláv Narajov személynévből származik.

## Története
A község területén már a vaskorban is éltek emberek, ezt bizonyítja, hogy határában kelta halomsírokat találtak. A római korban ez a vidék Savaria külső övezetéhez tartozott, ahol a város polgárainak villái, ültetvényei voltak. A község egyik külterületi magaslatán a 19. században villaépületek maradványai, cserepek, római érmék kerültek elő.
A mai települést 1238-ban terra Narey néven említik először, 1257-ben villa Naree néven szerepel. Későbbi említései során 1434-ben Nara, 1447-ben Nare, 1468-ban Naray néven szerepel. 1447-ben már állt Szent Tamásnak szentelt temploma. A község ősi birtokosa a Náray család volt, melynek tagjai már a középkorban több magas tisztséget töltöttek be. 1549-ben a Náray család mellett a Sárfy és Basso családok voltak nemesek a településen. 1583-ban a falut egy tűzvész pusztította el, melyben a Náray család teljes levéltára is megsemmisült. A török dúlást követően a megfogyatkozott lakosságot főként horvát lakosság betelepítésével pótolták. 1598-ban a faluban 13 zsellér volt, birtokosai az Anyos, Kerekes, Bolday, Náray és a Sárffy családok voltak. 1627-ben Náray egytelkes nemeseinek száma 22 volt, közülük 17 fő a Náray családhoz tartozott. 1707-ben egy adóösszeírás szerint 17 nemes és 3 nemesi özvegy élt a településen. 1720-ban 20 a taksás nemesek száma. Egy 1744-es összeírásban 25 jobbágyot, és 33 zsellért említettek, míg az 1774-ben 56 jobbágy és 29 zsellér élt a faluban. 1746-ban a község nemesei Pálffy János nádortól nemesi megerősítő igazolást kaptak. 1780-ban a község lélekszáma 545 fő volt.
Vályi András szerint „NÁRAJ. Nasrein. Elegyes falu Vas Várm. földes Urai Skerlecz, és több Urak, lakosai katolikuosk, fekszik Szombathelyhez 1 mértföldnyire, határja jó, javai külömbfélék; szántó földgyei is termékenyek, el adásra alkalmatos módgyok van.”
A település jelenlegi temploma 1820-ban épült.
A temetőkápolna, melyet 1826-ban építettek, a település egyetlen ma is álló műemléki védettségű épülete. 1832-ben 26 házas és 6 házatlan zsellér élt a faluban, közülük egy iparos, egy kovács, rajtuk kívül három kézműves, takács, szabó és mészáros működött a településen.
Fényes Elek szerint „Náraj, magyar falu, Vas vmegyében, ut. p. Szombathelyhez egy óra: 634 kath., 8 zsidó lak. Kath. paroch. szentegyház. Róna termékeny határ. F. u. Lipics, Eörsy, Szabó, Pálffy. stb.”
1857-ben készült a községről az első kataszteri térkép.
Vas vármegye 1898-ban kiadott monográfiájában „Nárai régi nemesi község, 152 házzal és 867 r. kath. és ág. ev. vallású, magyar lakossal. Postája és távírója Szombathely. Határában római épületnyomokra, edényekre és érmekre bukkantak. A Nárayak innen vették nemesi nevüket. A nárai Szabó-család ősi fészke.”
A 19. század végén a sanyarú életkörülmények miatt számos nárai lakos vándorolt ki a tengerentúlra. Az első világháborúban 45 helyi lakos esett el, az emlékükre emelt emlékművet 1939. június 18-án avatták fel. A második világháborúban 31 nárai lakos esett el. A harcok megkímélték a községet, inkább a szovjet katonák erőszakoskodása és fosztogatása, valamint egy a határban lezuhant repülőgép hagyott nyomot az emlékezetben. A termelőszövetkezet 1960-ban alakult meg. 1962. november 7-én adták át a művelődési házat.
A község polgármesteri hivatalát 1992-ben újították fel. A szennyvízcsatorna 1996-ban, a gázellátás 1998-ban épült ki.
Nárai Szombathely agglomerációjához tartozik. A városból való kiköltözési hullámnak köszönhetően növekszik lakosainak száma.

## Közélete

### Polgármesterei
- 1990–1994: Lóránth József (független)[8]
- 1994–1998: Lóránth József (független)[9]
- 1998–2002: Lóránth József (független)[10]
- 2002–2006: Stifter Attila (független)[11]
- 2006–2008: Stifter Attila (független)[12]
- 2009–2010: Németh Tamás (független)[13]
- 2010–2014: Németh Tamás (független)[14]
- 2014–2019: Németh Tamás (független)[15]
- 2019–2024: Németh Tamás (független)[16]
- 2024– : Németh Tamás (független)[1]

A településen 2009. március 22-én időközi polgármester-választást kellett tartani, mert az addigi faluvezetőnek megszűnt a polgármesteri jogállása, a tisztséggel összefüggő bűncselekmény miatt. Stifter Attilát 2008. december 16-án ítélte el jogerősen a Vas Megyei Bíróság, egy 2,5 milliós kormányzati támogatás jogtalan felhasználásával kapcsolatos, még 2004-ig visszanyúló ügyben. Ő ennek ellenére jogosult maradt az időközi választáson való indulásra, amit meg is tett, de három jelölt közül csak a második helyet sikerült elérnie.

## Népesség
A település népességének változása:
| Lakosok száma | 1233 | 1241 | 1245 | 1487 | 1528 | 1505 | 1527 |
|               | 2013 | 2014 | 2015 | 2021 | 2022 | 2023 | 2024 |

A 2011-es népszámlálás során a lakosok 90,3%-a magyarnak, 1,3% németnek, 0,4% szlováknak, 0,3% horvátnak, 0,2% szlovénnek, 0,2% románnak mondta magát (9,6% nem nyilatkozott; a kettős identitások miatt a végösszeg nagyobb lehet 100%-nál). A vallási megoszlás a következő volt: római katolikus 69%, református 3,8%, evangélikus 0,8%, felekezet nélküli 5,3% (21,1% nem nyilatkozott).
2022-ben a lakosság 92,9%-a vallotta magát magyarnak, 2% németnek, 0,5% horvátnak, 0,3% szlovénnek, 0,3% cigánynak, 0,1-0,1% szerbnek, görögnek, örménynek és ruszinnak, 2% egyéb, nem hazai nemzetiségűnek (6,9% nem nyilatkozott; a kettős identitások miatt a végösszeg nagyobb lehet 100%-nál). Vallásuk szerint 44,1% volt római katolikus, 2% református, 1,6% evangélikus, 0,2% görög katolikus, 1,6% egyéb keresztény, 1,1% egyéb katolikus, 7,7% felekezeten kívüli (41,7% nem válaszolt).

## Nevezetességei
- Római katolikus templomát Szent Tamás apostol tiszteletére szentelték.
- Temetőben barokk kápolna
- Náray-Szabó család sírboltja

## Ismert személyek
- Itt született 1794. október 2-án Szabó Sándor táblabíró, miniszteri tanácsos; itt is hunyt el 1871. május 14-én.
- Itt született 1821. november 9-én Szabó Miklós országgyűlési képviselő, az ügyvédi kamara elnöke, a királyi Kúria elnöke, államtitkár, belső titkos tanácsos, az MTA tagja. Perczel Mór seregében honvéd őrnagy volt, emiatt 12 évig volt börtönben.
- Itt született 1823-ban Szabó Imre mérnök, 1848-as honvéd őrnagy. Buda ostrománál kitűnt bátorságával, 16 évi várfogságra ítélték.
- Itt született 1826. június 2-án Szabó László királyi tanácsos, az ügyvédi kamara elnöke.
- Itt született 1906. június 25-én Somogyi Ferenc jogász, jogtörténész, országgyűlési képviselő.
- A régi kisnemesi község nemesei közül a Náray-Szabó család a legismertebb, melynek több neves tagja nárai kötődésű. A legismertebbek:
  - Náray-Szabó István (1899-1972) egyetemi tanár, akadémikus, a kristálykémia egyik úttörője.
  - Dr. Náray-Szabó Gábor (1943) kémikus, egyetemi tanár, helyettes államtitkár, akadémikus.

## Galéria

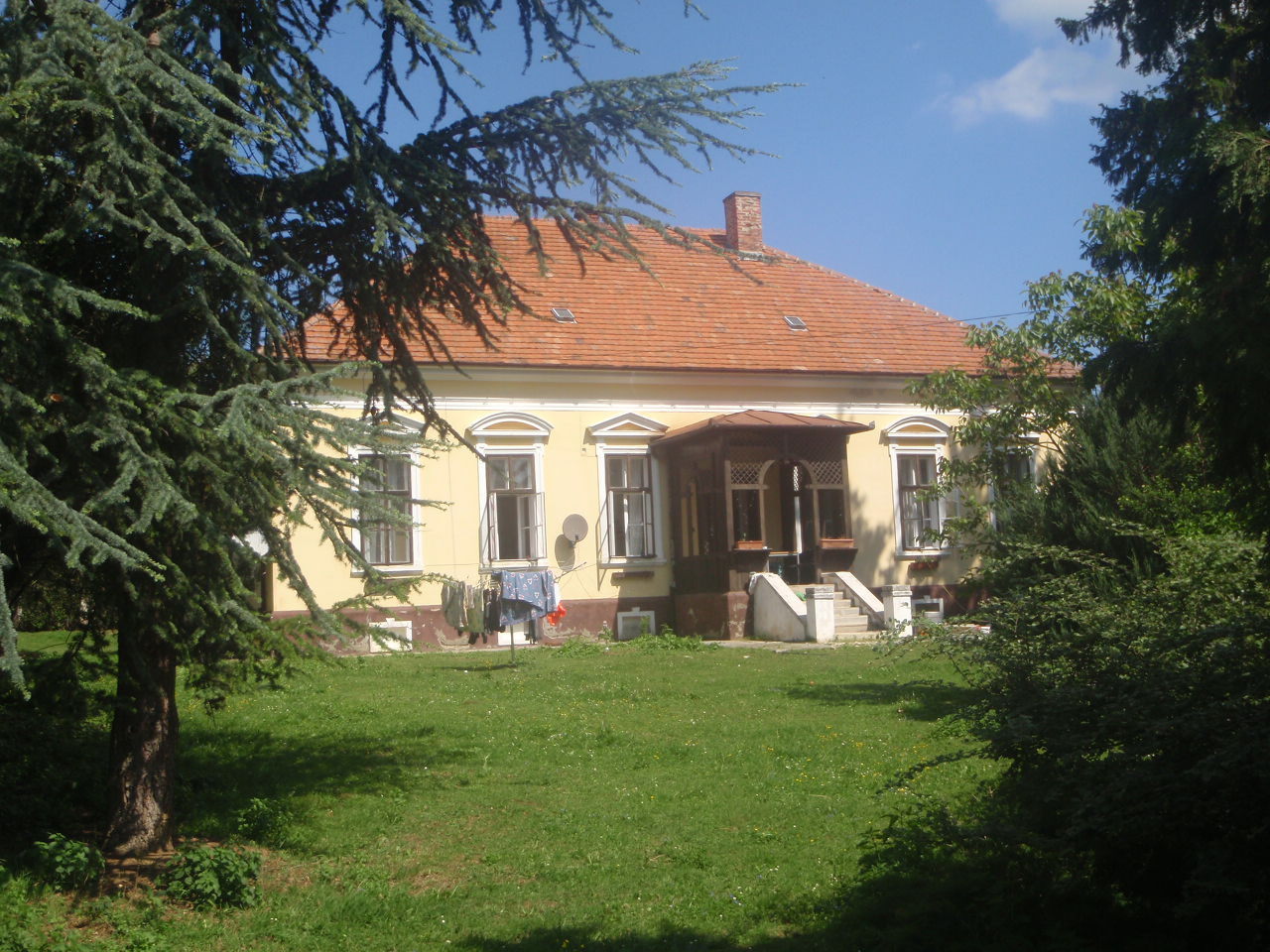
Eőrssy kúria a Petőfi utcában
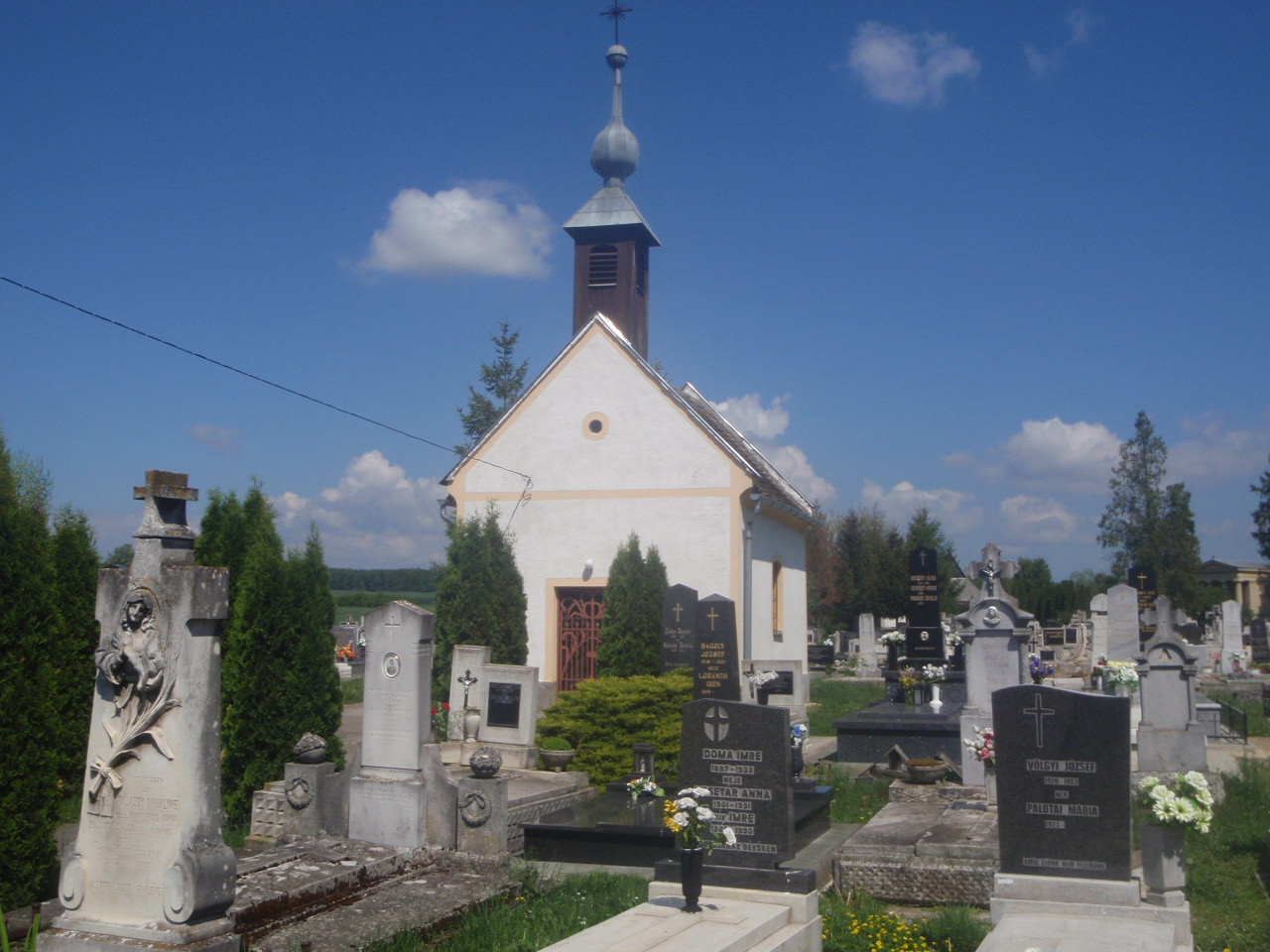
A műemlék temető kápolna
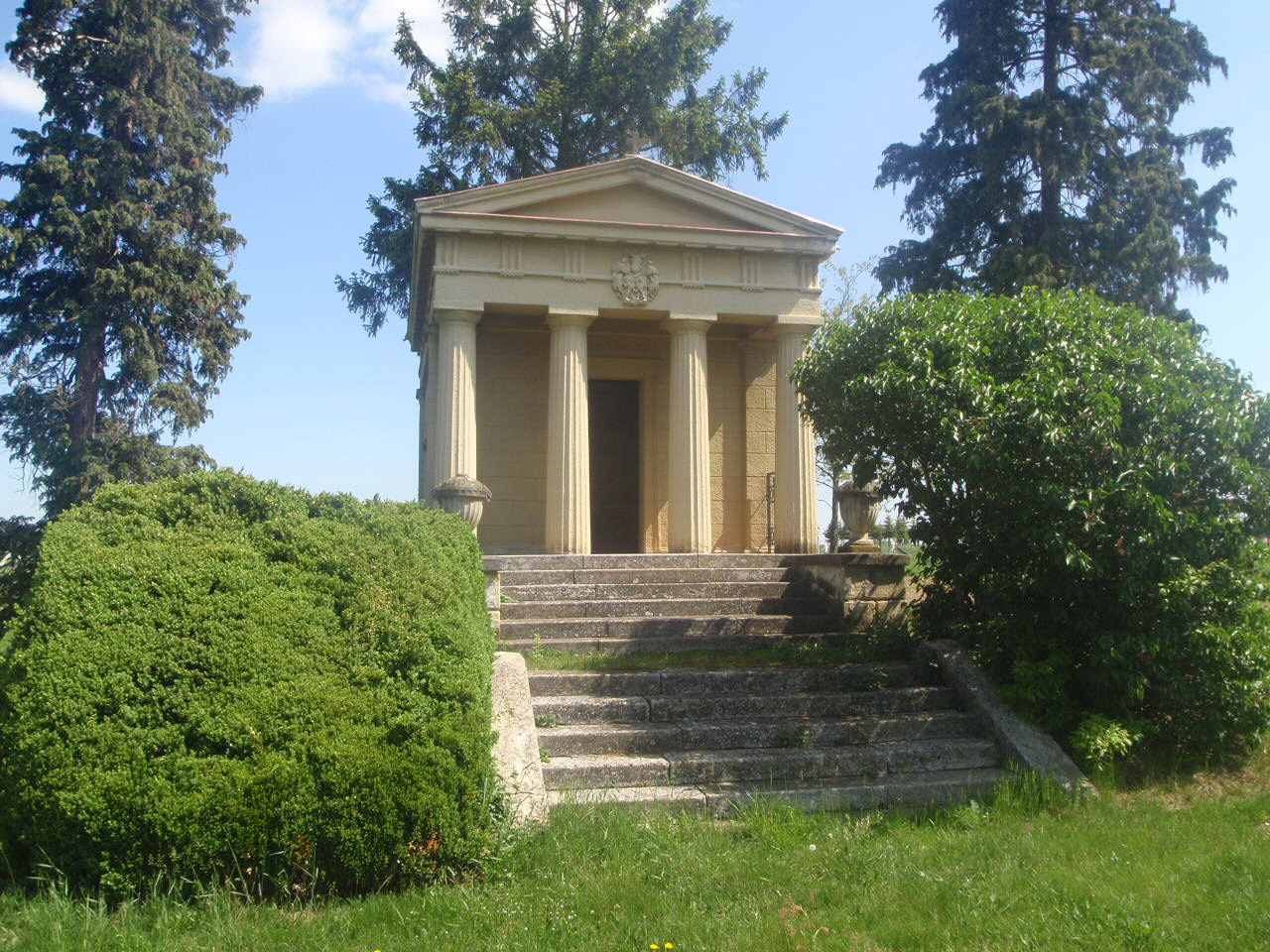
Náray-Szabó család sírja a temetőben
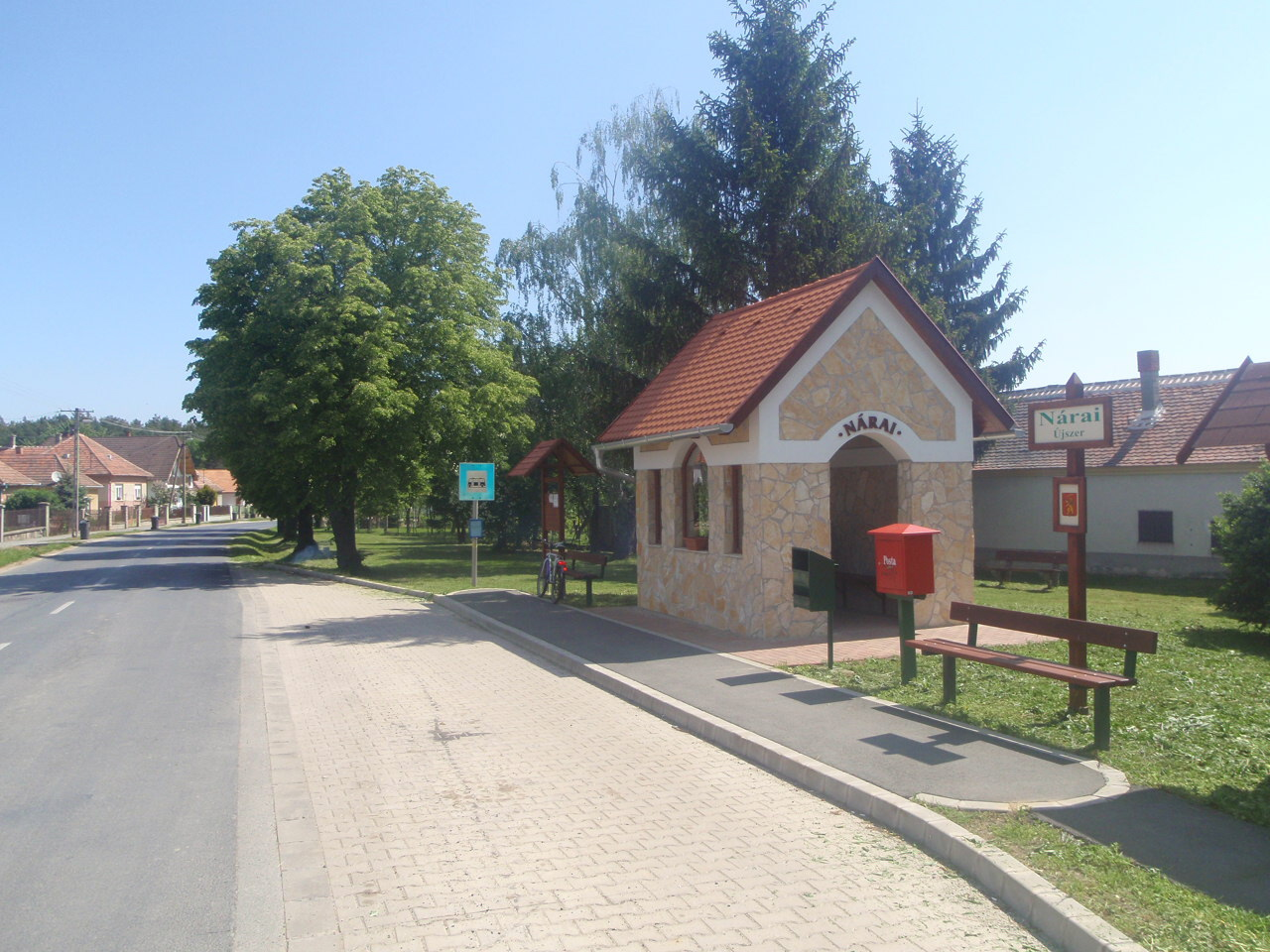
Petőfi utca
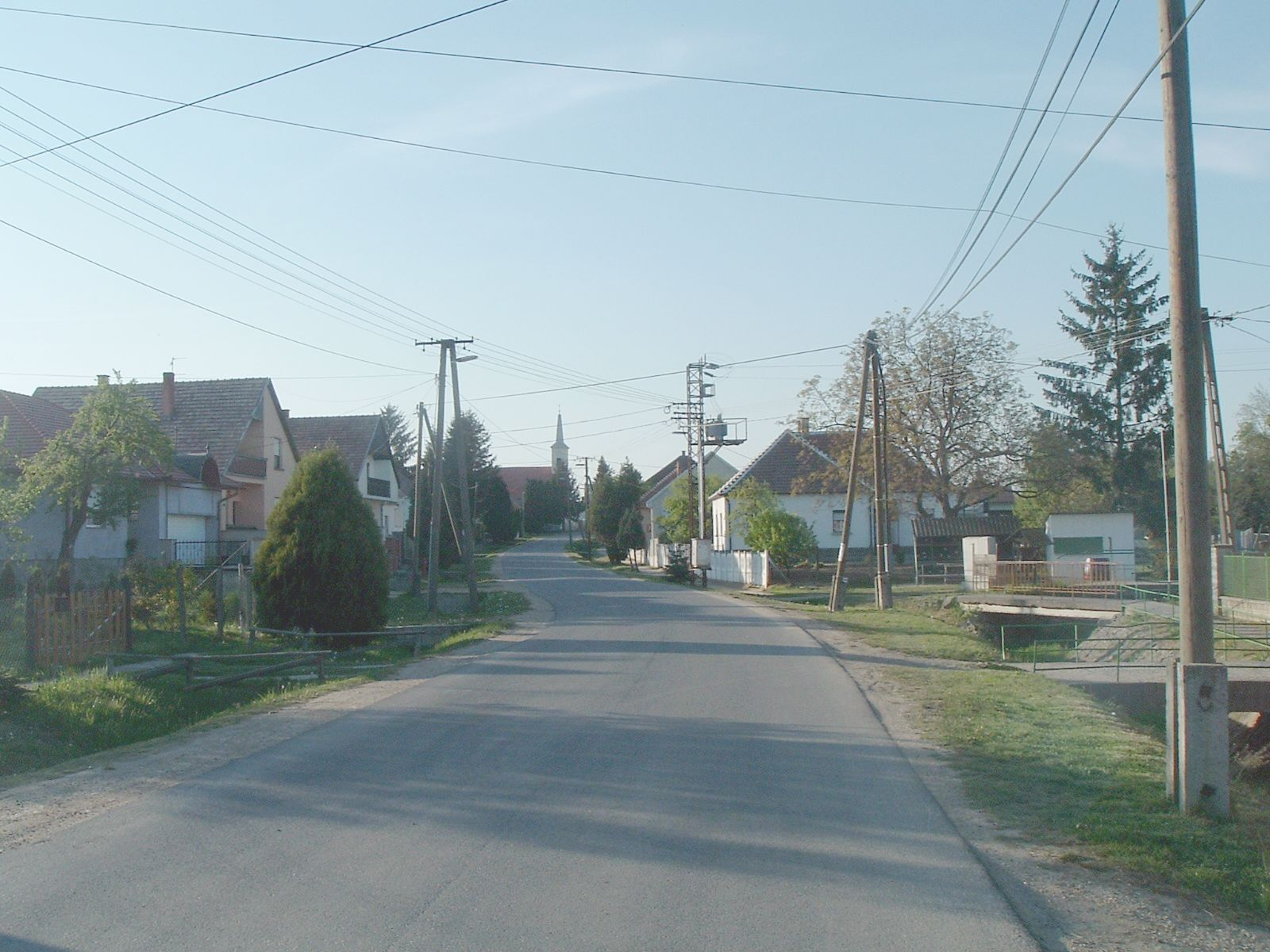
Kossuth Lajos utca
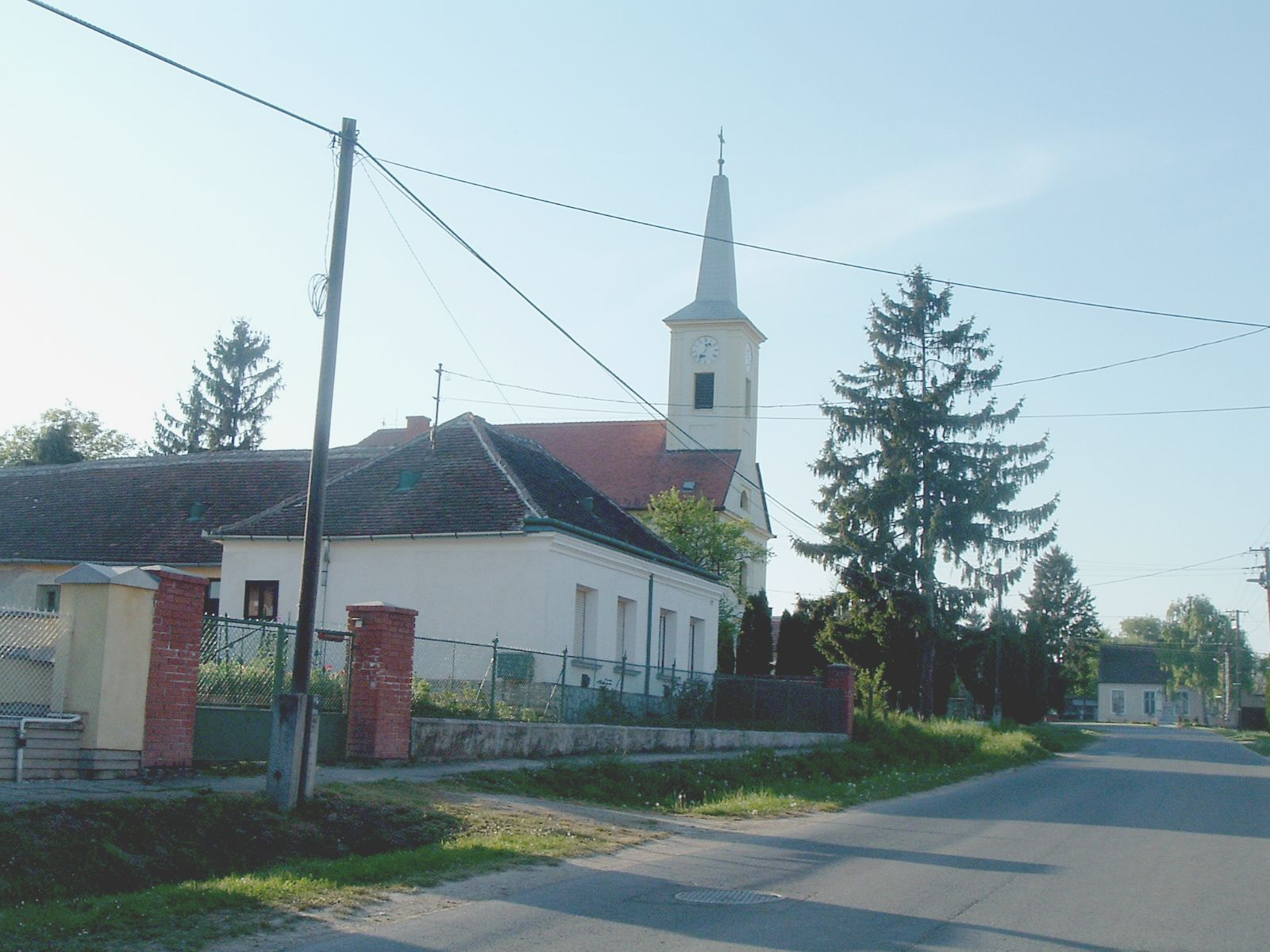
A római katolikus templom a Kossuth utcával